# فيكتور مونتيل
فيكتور مونتيل (بالإسبانية: Víctor Montiel)‏ هو لاعب كرة قدم مكسيكي، ولد في 21 فبراير 1971 في غوادالاخارا في المكسيك.